# Кабрера-да-Мар
Кабрера-де-Мар (Cabrera de Mar) — муніципалітет у регіоні Марезма, Каталонія, Іспанія.
Він розташований поруч з узбережжям Середземного моря, між муніципалітетами Віласар-де-Мар і Матаро, хоча міський центр знаходиться приблизно в 2,5 кілометрах всередині країни, в невеликій долині між пагорбами Бурріак (де залишки розташовані замок Сант-Вісенс-де-Бурріак) і Монкабрер. Окрім двох згаданих, Кабрера-де-Мар також межує з муніципалітетами Кабрілс і Аржантона.

## Подальше читання
- Панареда Клопес, Хосеп Марія; Ріос Кальвет, Хауме; Рабелла Вівес, Хосеп Марія (1989). Guia de Catalunya. Барселона: Caixa de Catalunya. ISBN 84-87135-01-3 (іспанська). ISBN 84-87135-02-1 (каталонська).